# Francisco Novella Azabal Pérez y Sicardo
Francisco Novella Azabal Pérez y Sicardo (Madrid, 21 gennaio 1769 – L'Avana, 9 aprile 1822) è stato un generale spagnolo della Nuova Spagna, e viceré ad interim della colonia dal 5 luglio 1821 al 21 luglio 1821, durante la guerra d'indipendenza del Messico.

## Biografia
Un precedente viceré, Félix María Calleja del Rey, aveva stabilito un forte in un vecchio magazzino di tabacco di Città del Messico, chiamato La Ciudadela. Il viceré Juan Ruiz de Apodaca, predecessore di Novella, lo trasformò in armeria, ma il contenuto fu lentamente depredato con piccoli furti. Egli ordinò al brigadiere Francisco Novella di prendersi carico di La Ciudadela bloccando i furti. Novella considerava questo compito di livello troppo basso per lui, e riuscì ad accaparrarsi il sostegno dell'Audiencia di Città del Messico. Questo incidente trasformò Novella in un nemico di Ruiz de Apodaca.
Dopo che il Piano di Iguala aveva riunito gli insorti e molte truppe realiste in Nuova Spagna, i restanti realisti, guidati dal brigadiere Buceli, dichiararono il viceré Ruiz de Apodaca inetto e lo deposero (5 luglio 1821). Fu inviato in Spagna per difendersi dalle accuse, ma qui fu assolto e rimesso in servizio. Il generale Francisco Novella divenne viceré ad interim fino all'arrivo del sostituto di Ruiz de Apodaca, Juan O'Donojú, poco tempo dopo.
Novella rimase in carica per sole due settimane. La sua nomina fu irregolare, e non era stata decisa in Spagna. Il suo nome appare solo in alcune liste di viceré della Nuova Spagna, e non in altre.